# Nancy Dunkle
{{Info/Jogador de basquete|nomecompleto = Nancy Lynn Dunkle|datadenascimento = 10 de janeiro de 1955 (70 anos)|cidadenatal = Bainbridge|paisnatal =  Maryland
 Estados Unidos|datadefalecimento = |cidadedamorte = |paisdamorte = |posição = |altura = 1,88 m|peso = 70 kg|ano = 1972-1976|partidas(pontos) = |clubes = |selecaonacional =  Estados Unidos|anoselecao = 1973-1976|partidasselecao = |medalhas = 
|-
! 
|-
! Jogos Olímpicos
|-
| Prata | Montreal 1976 | Basquete F
|-
! Jogos Pan-Americanos

|-
| Ouro | Cidade do México 1975 | Basquete F
|-
! Universíada
{{MedalGold|Moscou 1973|[[Basquete F}}|imagem = |nome = Nancy Dunkle|jovemanos = 1972-1976|jovemclubes =  Fullerton Titans|apelido = }}

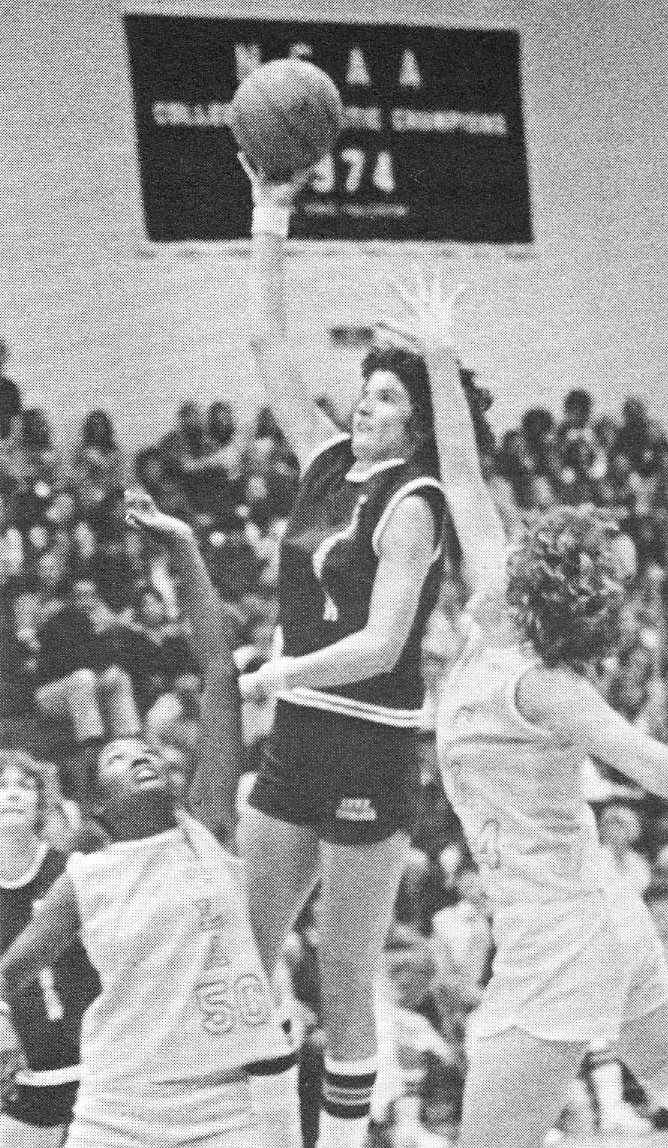

Nancy Lynn Dunkle (Bainbridge (Maryland), 10 de janeiro de 1955) é uma ex-basquetebolista estadunidense que integrou a Seleção Estadunidense  que conquistou a Medalha de Prata disputada nos XXI Jogos Olímpicos de Verão realizados em 1976 na cidade de Montreal.